# Джумгальская котловина
Джумга́льская котлови́на — межгорная котловина на Восточном Тянь-Шане в Кыргызстана, между хребтами Джумгалтау и Молдотау.
Котловина расположена к западу от озера Иссык-Куль. Длина её составляет 60 км, ширина — от 8 до 25 км. Днище понижается с 2200 м на западе до 1430 м на востоке. Котловина дренируется рекой Джумгал. Используется для нужд сельского хозяйства: поливное земледелие, пастбища. На склонах окружающих гор — степи, луга и леса тянь-шаньской ели. Здесь обитают барсы, рыси, медведи, кабаны. В массиве Кавак имеются месторождение каменного угля, древние выработки свинца, меди, железа. Через котловину проходит шоссе Бишкек — Ош с ответвлением на Нарын.